# Équipe des Fidji de rugby à XV à la Coupe du monde 1999
L'équipe des Fidji a été éliminée en match de barrage pour la qualification en quart de finale de la Coupe du monde de rugby 1999 par l'équipe d'Angleterre.

## Résultats

### Résultats des matchs de poule
- 1er octobre : Fidji 67-18 Namibie au Stade de la Méditerranée, Béziers

- 9 octobre : Fidji 38-22 Canada au Parc Lescure, Bordeaux

- 16 octobre : France 28-19 Fidji au Stadium Municipal, Toulouse

### Classement final de la poule C
|             | MJ | V | N | D | PP  | PC  | Pts |
| ----------- | -- | - | - | - | --- | --- | --- |
| France      | 3  | 3 | 0 | 0 | 108 | 52  | 9   |
| Fidji (bar) | 3  | 2 | 0 | 1 | 124 | 68  | 7   |
| Canada      | 3  | 1 | 0 | 2 | 114 | 82  | 5   |
| Namibie     | 3  | 0 | 0 | 3 | 42  | 186 | 3   |

### Barrage
- 20 octobre : Angleterre 45-24 Fidji à Twickenham, Londres

## Composition de l'équipe des Fidji
Les joueurs suivants ont joué pendant cette coupe du monde 1999. Les noms en gras indiquent les joueurs qui ont joué le plus souvent titulaires.

### Première ligne
- Isaia Rasila (1 match, 0 comme titulaire)
- Greg Smith (4 matchs, 4 comme titulaire) (capitaine)
- Joeli Veitayaki (4 matchs, 4 comme titulaire)

### Troisième ligne
- Alifereti Doviverata (1 match, 0 comme titulaire)
- Alifereti Mocelutu (3 matchs, 3 comme titulaire)
- Koli Sewabu (4 matchs, 1 comme titulaire).

### Demi de mêlée
- Jacob Rauluni (4 matchs, 3 comme titulaire)
- Mosese Rauluni (2 matchs, 1 comme titulaire)

### Demi d’ouverture
- Nicky Little (3 matchs, 2 comme titulaire)
- Waisale Serevi (3 matchs, 2 comme titulaire)

### Trois quart centre
- Meli Nakauta (3 matchs, 1 comme titulaire)
- Waisake Sotutu (4 matchs, 3 comme titulaire)
- Viliame Satala (4 matchs, 4 comme titulaire).

### Trois quart aile
- Fero Lasagavibau (2 matchs, 2 comme titulaire)
- Manu Tiko (2 matchs, 2 comme titulaire)
- Marika Vunibaka (2 matchs, 2 comme titulaire)

## Statistiques

### Meilleur marqueur d'essais
1. Viliame Satala 4 essais
2. Fero Lasagavibau 3 essais

### Meilleur réalisateur
1. Nicky Little 38 points
2. Waisale Serevi 25 points